# シイ (妖怪)

シイ（和漢三才図会、明治時代末期復刻）

シイ（青、𤯝）は、日本の妖怪。和歌山県、広島県、山口県、福岡県に伝わる。姿はイタチに似ており、牛や馬などを襲うという。

## 概要
『日本国語大辞典』や『広辞苑』の記述によると、シイは筑紫国（現・福岡県）や周防国（現・山口県）などに伝わる怪獣で、その姿はイタチに似ており、夜になると人家に侵入し家畜の牛や馬を害する存在であるという。
江戸時代の書物『大和本草』『和漢三才図会』『斎諧俗談』などではシイに「黒𤯝」という漢字表記をあてている。『大和本草』の解説によると、周防国や筑紫国におり、やはり牛馬に害をなすもので、賢い上に素早いのでなかなか捕えることはできないとある。『斎諧俗談』では奈良県吉野郡にいるものとされ、人間はこれに触れただけで顔、手足、喉まで傷つけられるとある。

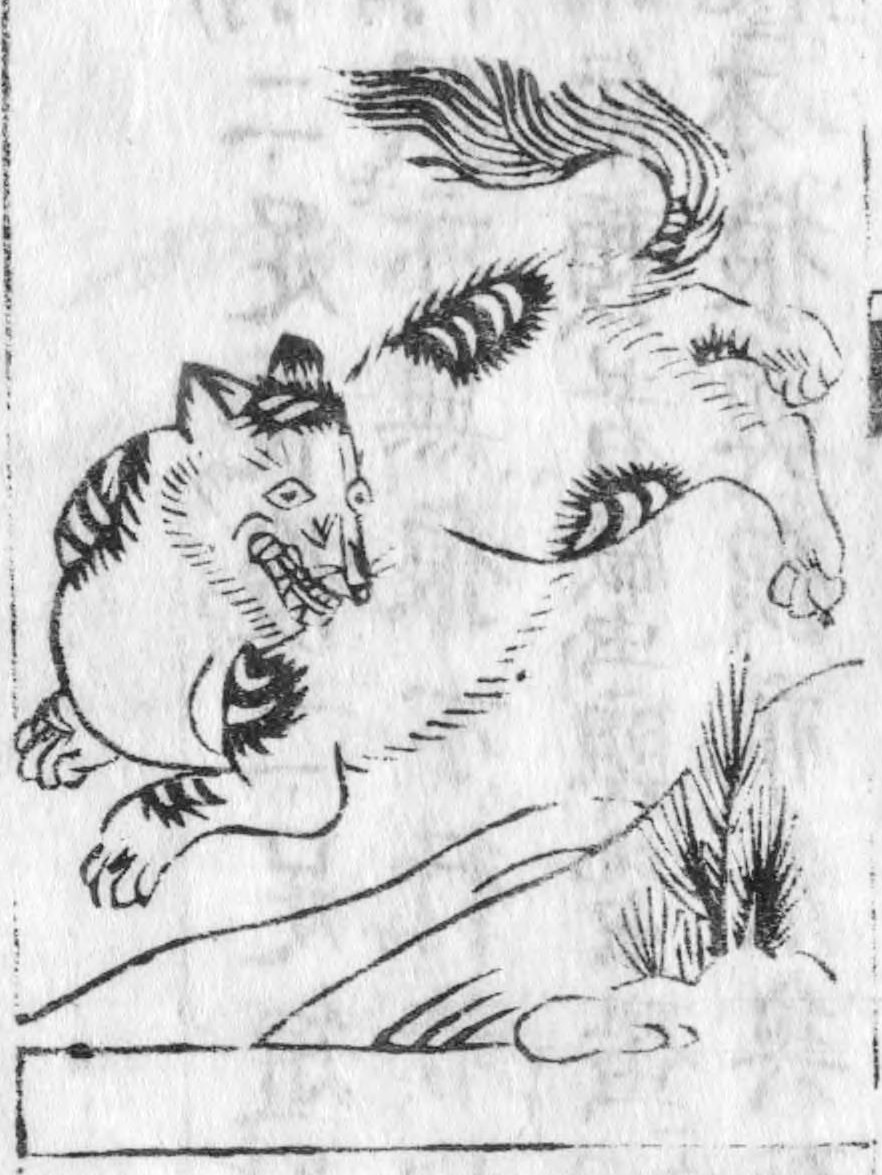
和（倭）漢三才図会原本に見えるシイ
明治半ばに復刻された和漢三才図会のシイ

## 日本各地の伝承
和歌山県・広島県
和歌山県有田郡廣村（現・広川町）や広島県山県郡では、シイを「ヤマアラシ」ともいって、毛を逆立てる姿を牛がたいへん恐れるので、牛を飼う者は牛に前進させる際に「後ろにシイがいるぞ」という意味で「シイシイ」と命令するのだという。
山口県
大津郡長門市では田で牛を使う際、5月5日に牛を使う、田植え時期に牛に牛具を付けたまま川を渡す、女に牛具を持たせる、5月5日から八朔までの間にほかの村の牛を引き入れるといった行為がタブーとされており、これらを破るとシイが憑いて牛を食い殺すといわれた。
福岡県
直方市にある福智山ダムには、地元に伝わるシイ（しいらく）の伝承を伝える石碑が建てられている。

## 日本国外の伝承との関連
この「黒𤯝」とは本来は中国の伝承にある怪物の名であり、宋時代の書『鉄囲山叢談』によれば、「黒𤯝」の一種として「黒漢」というものが宣和年間の洛陽に現れ、人間のようだが色は黒く、人を噛むことを好み、幼い子供をさらって食らい、その出現は戦乱や亡国の兆しとして恐れられていたとある。また明時代の書『粤西叢戴』ではこの類として「妖𤯝」というものが、夜になると人家に侵入して女を犯し、時に星のごとく、黒気のごとく、火の屑のようにもなるとある。
江戸期の書物にある「黒𤯝」は、日本の正体不明の怪物にこの中国の「黒𤯝」の名を当てはめたに過ぎないとの説もある。